# Hrom(IV) hlorid
Hrom(IV) hloride, CrCl4, je nestabilno jedinjenje hroma, koje se priprema kombinovanjem hrom(III) hlorida i gasovitog hlora na povišenim temperaturama. On se razlaže u početne supstance na sobnoj temperaturi.